# Disability-adjusted life years

DALY (alle oorzaken) per 100.000 inwoners in 2004
geen gegevens
minder dan 9.250
9.250–16.000
16.000–22.750
22.750–29.500
29.500–36.250
36.250–43.000
43.000–49.750
49.750–56.500
56.500–63.250
63.250–70.000
70.000–80.000
meer dan 80.000

Disability-adjusted life years (levensjaren gecorrigeerd voor beperkingen, of DALY's) zijn een maat voor de totale last die ontstaat door ziektes.
De maat is ontwikkeld door de Wereldgezondheidsorganisatie. De DALY meet niet alleen het aantal mensen dat vroegtijdig sterft door ziekte, maar meet ook het aantal jaren dat mensen leven met beperkingen door ziekte. Mortaliteit en morbiditeit worden dus beide meegenomen in één index: in formule DALY = YLL (Years of Life Lost) + YLD (Years Lived with Disabilities).
Voor elk type beperking is een conversiefactor tussen 0 en 1 vastgesteld. Ziektes die sterfte op jonge leeftijd veroorzaken (bijvoorbeeld aids) en ziektes die bij veel mensen op jonge leeftijd sterke beperkingen veroorzaken (zoals psychiatrische ziektes) dragen sterk bij aan de totale DALY van een populatie. 
Doorgaans worden DALY's gebruikt om beslissingen over de gezondheidszorg te ondersteunen.
In maatschappelijke kosten-batenanalyses worden DALY's ook toegepast om de efficiëntie van milieubeleid vast te stellen.

## Voorbeelden

### Fijnstof
Langdurige blootstelling aan fijnstof resulteert in Nederland in 10.000 [±3.000] DALY's per miljoen per jaar. De DALY's kunnen eenvoudig worden vertaald naar maatschappelijke kosten, die derhalve een uitdrukking zijn van de gezondheidsschade van fijnstof. Deze kunnen worden afgezet tegen de kosten van milieumaatregelen om fijnstofconcentraties terug te dringen.

### Geluid
In Nederland leidt blootstelling aan geluid in 2007 tot 2300 DALY’s per 1 miljoen inwoners. 
Geluid vormt hiermee na chronische blootstelling aan fijnstof de grootste milieugerelateerde bedreiging van de gezondheid.